# Satyrus unioculata
Satyrus unioculata är en fjärilsart som beskrevs av Romaniszyn 1936. Satyrus unioculata ingår i släktet Satyrus och familjen praktfjärilar. Inga underarter finns listade.